# Jayarajadevi
Jayarajadevi, var en drottning av Khmerriket som gift med Jayavarman VII (kung 1181–1218).  
Hon kom från en aristokratisk familj som tycks ha varit besläktad med kungafamiljen. Hon blev drottning när hennes make besteg tronen 1181. 
Hon beskrivs som högt bildad i den buddhistiska läran. Som drottning blev hon känd för att ha givit bort all sin personliga egendom, och för att ha bildat en skola som undervisade kvinnliga elever i buddhism.  
Hon avled tidigt under sin makes regeringstid. Efter hennes död gifte sig hennes make med hennes syster Indradevi. 